# Österreichischer Kabarettpreis

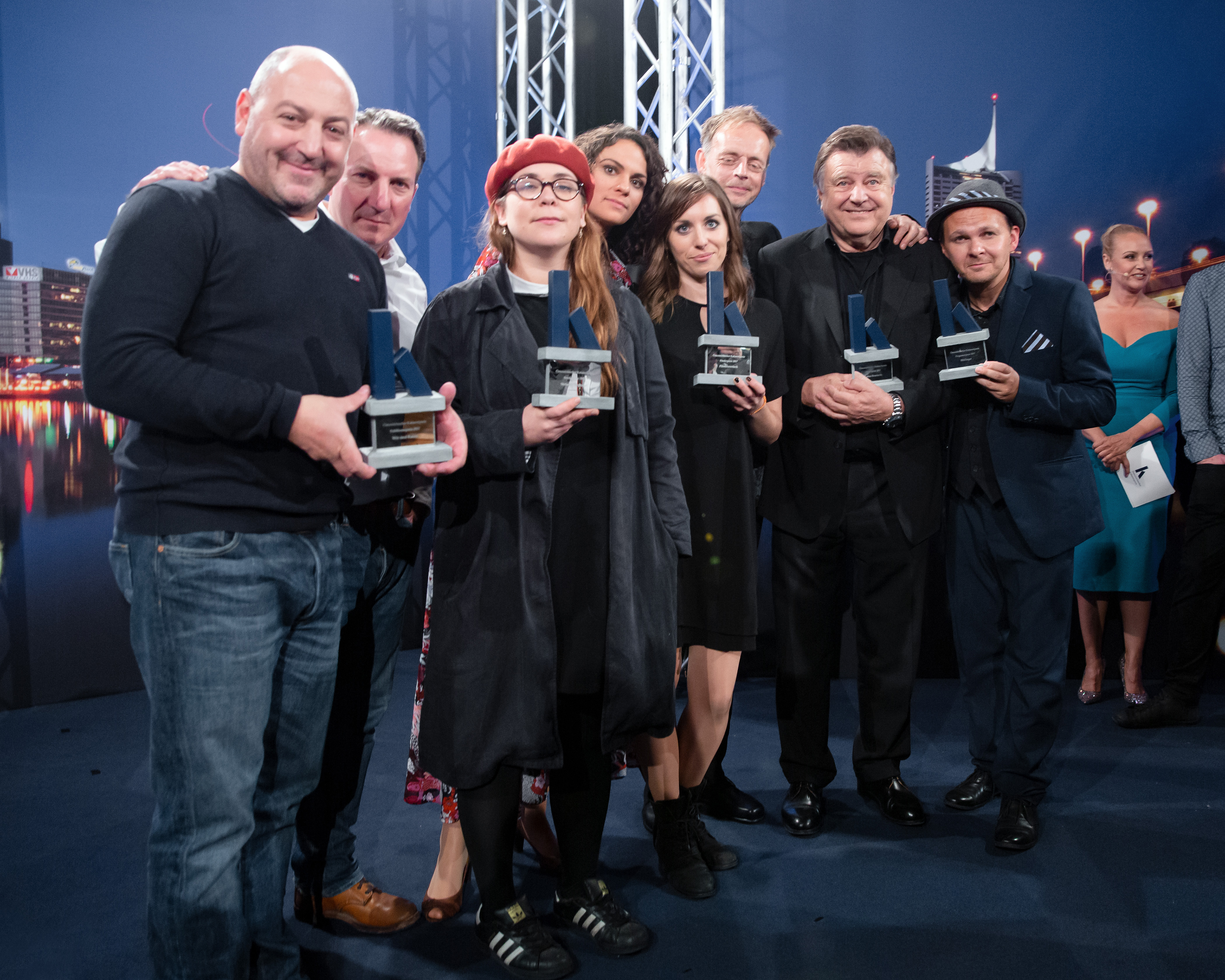
2017: Wir sind Kaiser (Rudolf Roubinek und Robert Palfrader), Stefanie Sargnagel, Flüsterzweieck, Lukas Resetarits und BlöZinger

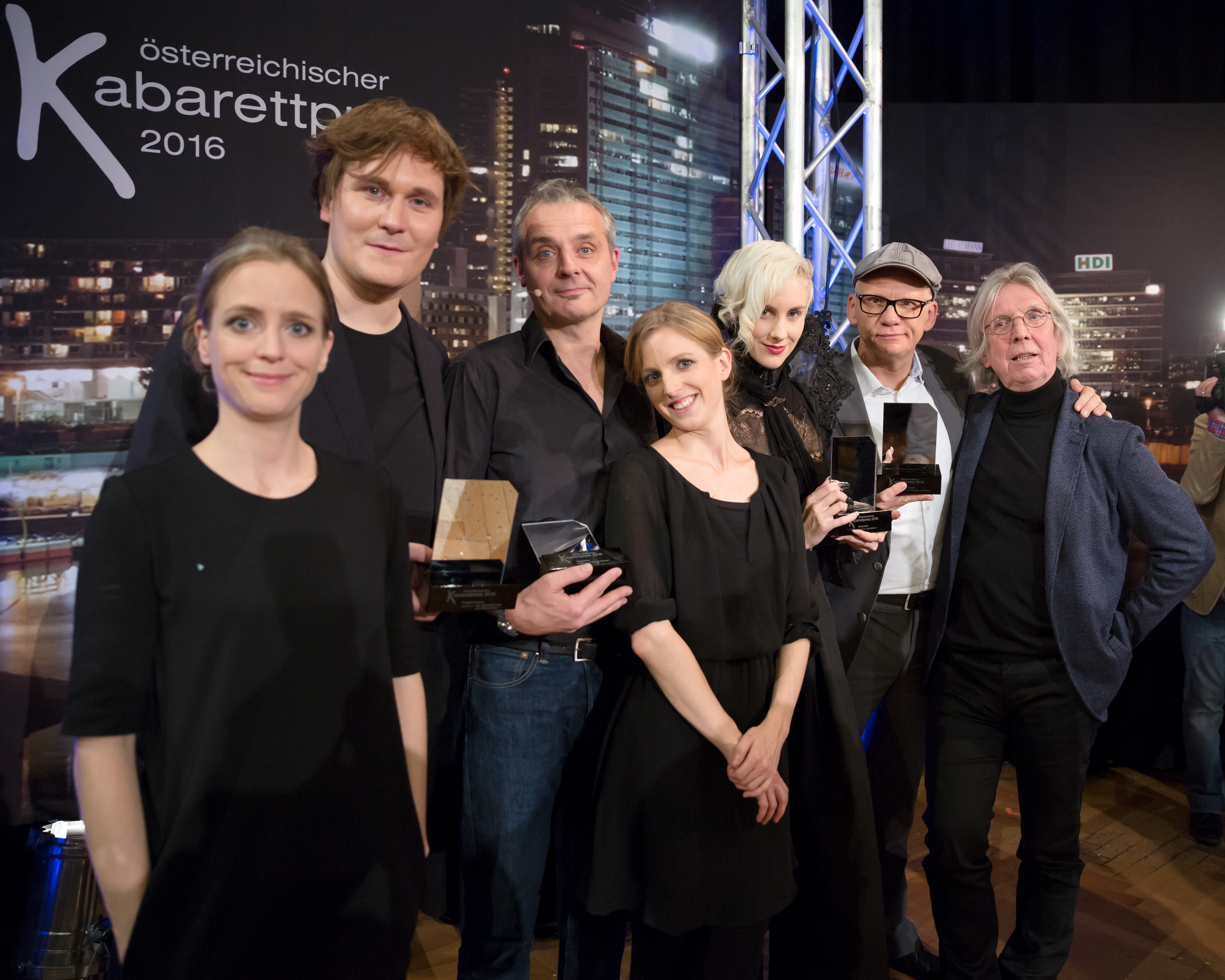
2016: RaDeschnig, Hosea Ratschiller, Thomas Maurer, Lisa Eckhart, Oliver Baier und Gerhard Haderer

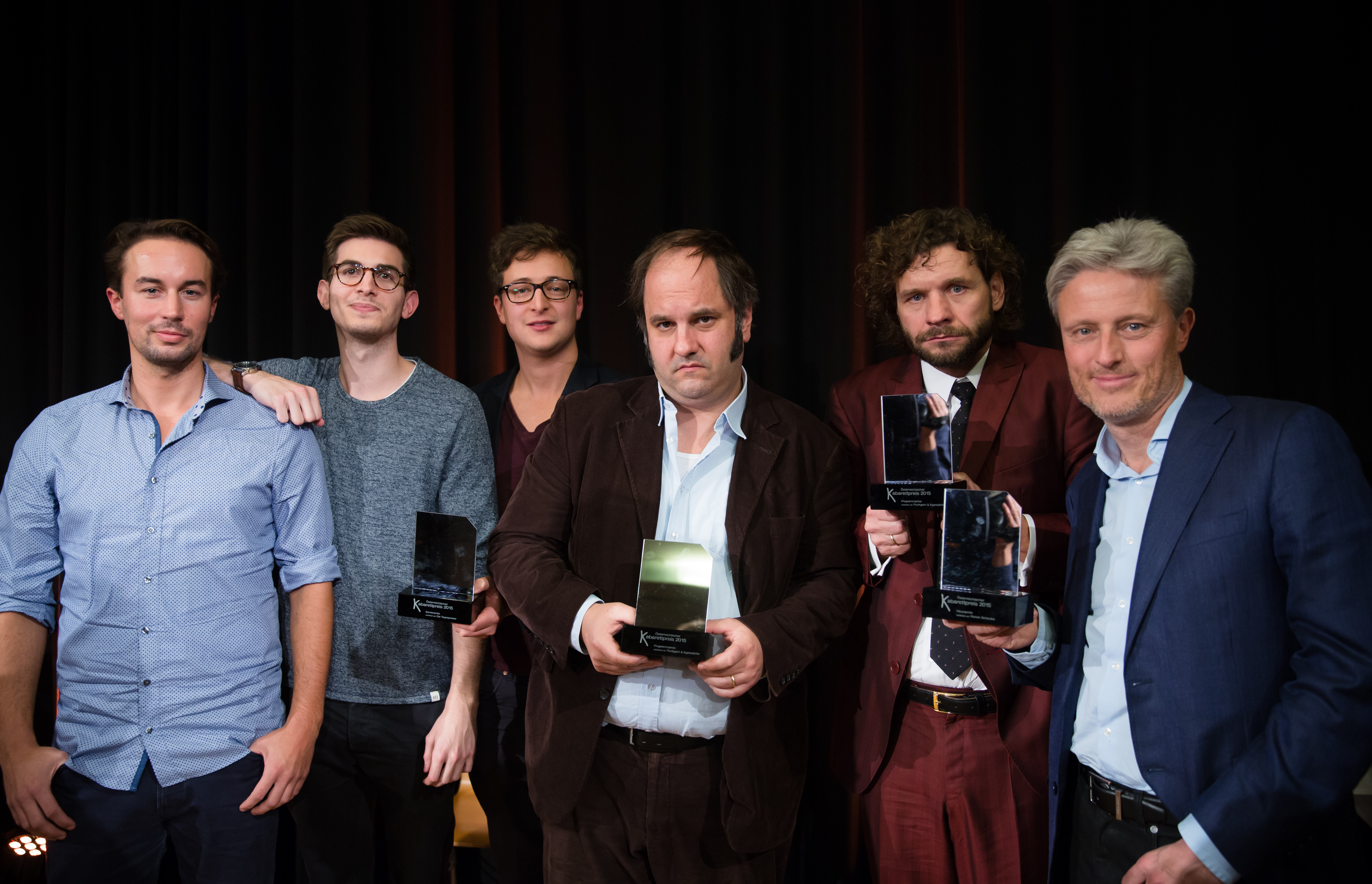
2015: Jürgen Marschal, Sebastian Huber und Fritz Jergitsch von Die Tagespresse, Matthias Egersdörfer, Martin Puntigam und Florian Scheuba

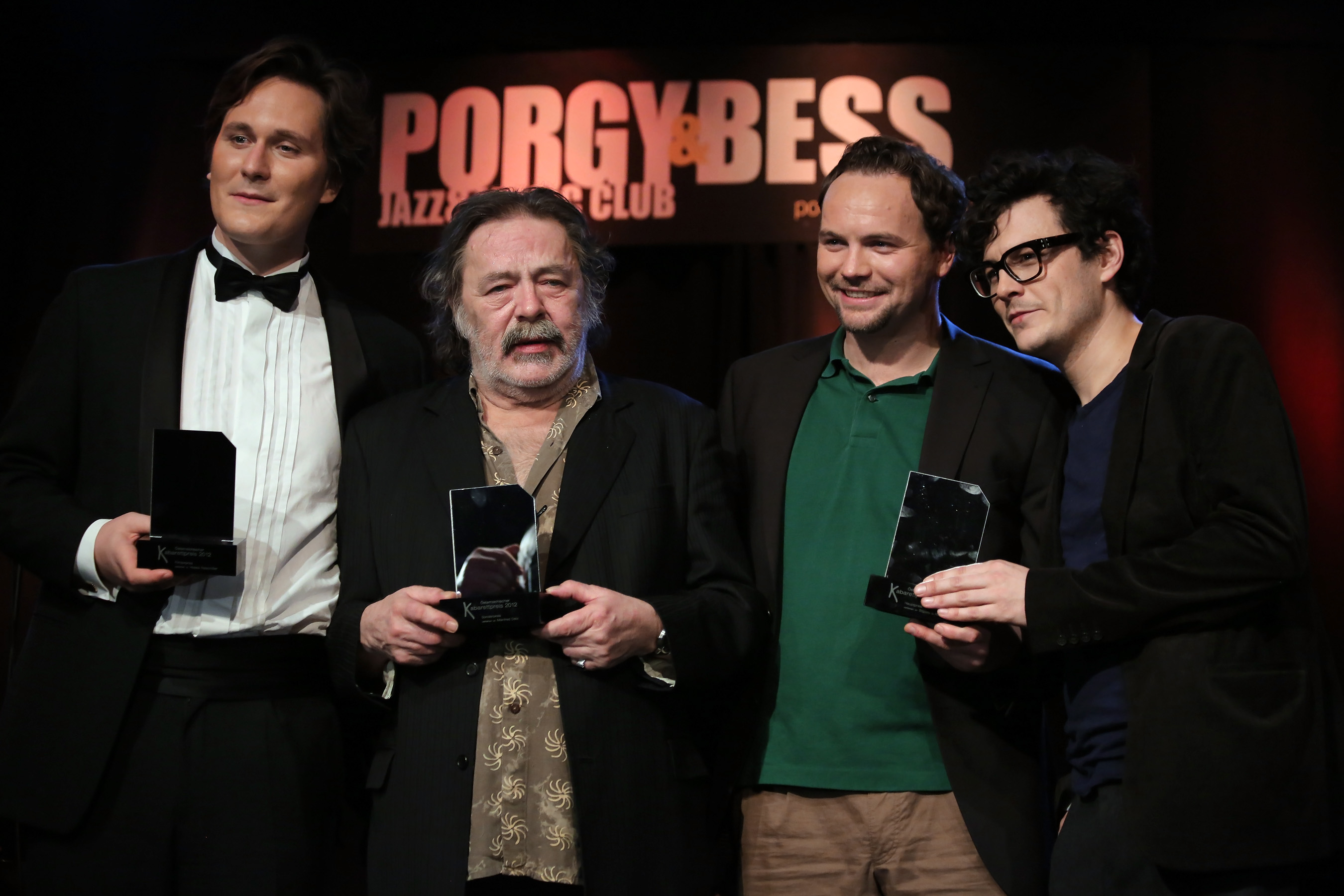
2012: Hosea Ratschiller, Manfred Deix, Thomas Stipsits, Manuel Rubey

Der Österreichische Kabarettpreis, bis 2006 auch „Karl“ genannt, wird seit 1999 jährlich in Wien vergeben. Ins Leben gerufen wurde er vom damaligen Leiter der Kleinkunstbühne Vindobona, Wolfgang Gratzl. Die Wahl der Preisträger erfolgt durch eine unabhängige Fachjury, bestehend aus Kultur-Journalisten. Bis 2010 wurden Kabarettisten in zwei Kategorien (Haupt- und Programm/Förderpreis) ausgezeichnet. Seit 2011 wird der Preis vom Verein „Österreichischer Kabarettpreis“ mit Vereinsobfrau und Organisatorin Julia Sobieszek ausgerichtet. Im selben Jahr wurde auch die neue Kategorie Sonderpreis eingeführt.

## Die Preise

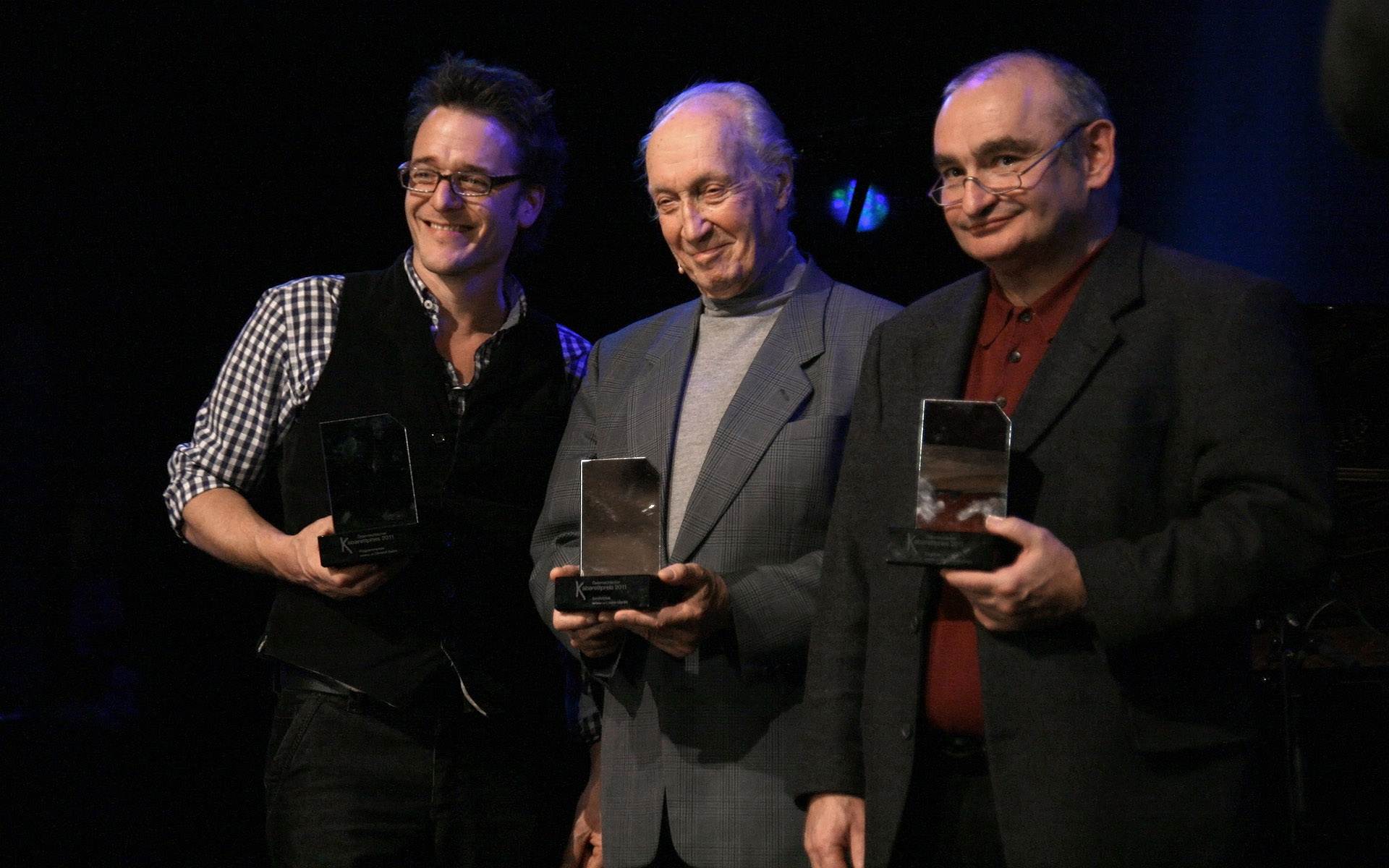
2011: Christof Spörk, Ernst Stankovski (stellvertretend für Louise Martini) und Sigi Zimmerschied

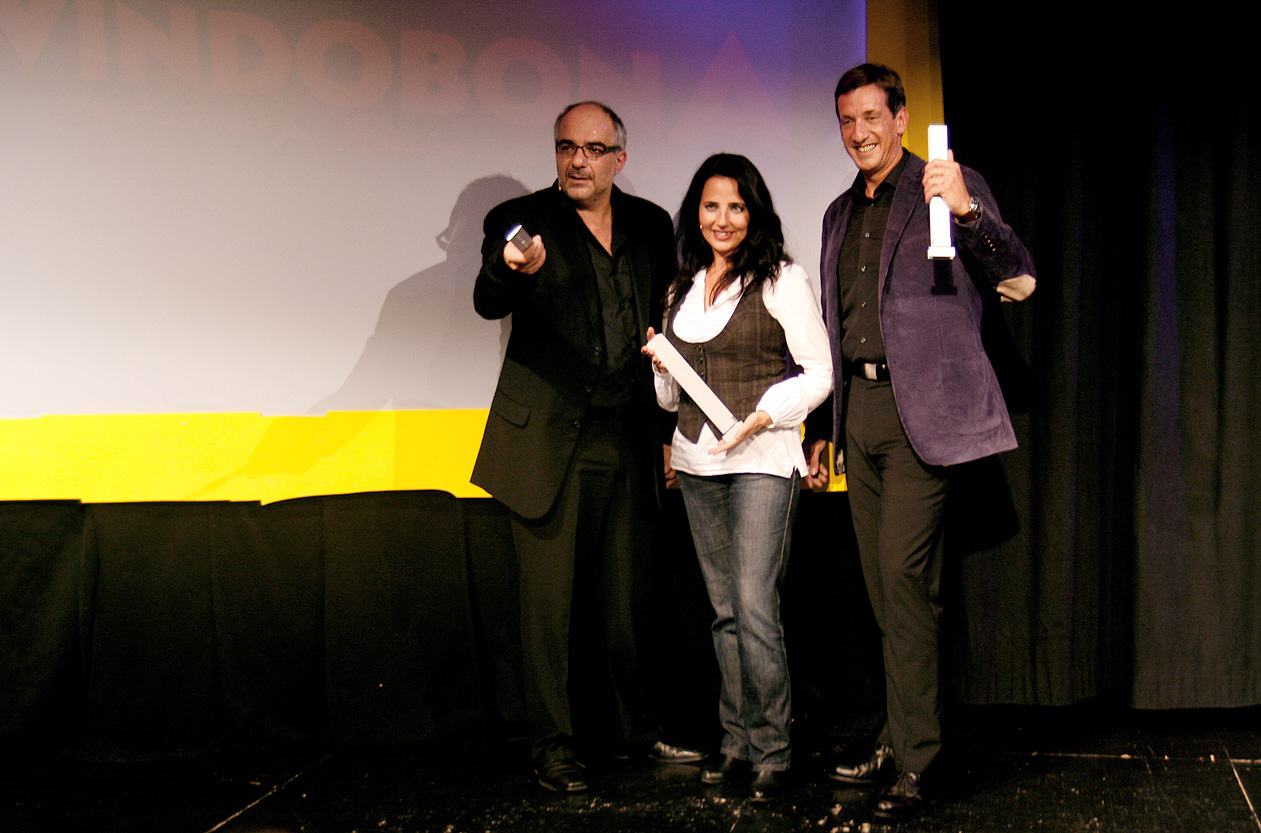
2010: Michael Niavarani, Nadja Maleh und Viktor Gernot

Der Hauptpreis würdigt die inhaltlich anspruchsvolle, innovative und kontinuierliche Arbeit eines Kabarettisten, dokumentiert anhand seines aktuellen Programms, das er in der letzten Spielzeit vorgestellt hat.
Der Programm- bzw. Förderpreis zeichnet eine herausragende Produktion bzw. einen förderungswürdigen Nachwuchskünstler, aber auch einen satirisch-literarischen Beitrag der letzten Saison aus.
Der Sonderpreis wird seit 2011 an Menschen verliehen, die sich um die Satire im deutschsprachigen Raum verdient gemacht haben, spartenunabhängig und egal ob als Künstler oder Förderer. 2011 wurde die Schauspielerin und Chansonnière Louise Martini mit dem Sonderpreis geehrt, 2012 der Karikaturist Manfred Deix. Neben dem Sonderpreis erhielten sie auch ein Gemälde bzw. einen Comic des Malers Reinhard Trinkler.
Bis 2009 wurden die Preise von Wien Energie gestiftet, nach deren Ausstieg 2010 von der Stadt Wien, 2011 kamen die BAWAG P.S.K. und die HDI Versicherung als Partner dazu. Bis 2010 war der Hauptpreis mit 7.000 Euro und der Programm- bzw. Förderpreis mit 3.000 Euro dotiert, ab 2011 ist die Dotierung 5.001 Euro (Hauptpreis) und 4.999 Euro (Programm-/Förderpreis). Der Sonderpreis ist undotiert. Zusätzlich erhalten die Preisträger eine Statue. Seit 2011 ist diese, entsprechend der überarbeiteten Corporate Identity des Preises, in Form eines Spiegels gestaltet, der symbolisieren soll, dass Kabarettisten und Satiriker der Gesellschaft den Spiegel vorhalten.
Die Preisverleihung fand bis 2006 im Vindobona statt, 2007 erstmals im Radiokulturhaus, 2010 im Vindobona und 2011 sowie 2012 im Jazz & Music Club Porgy & Bess. Die Preise des Jahres 2013 wurden am 27. November im MuTh überreicht. Nach der erstmaligen Vergabe des Kabarettpreises in der Wiener Urania am 11. November 2014 fand hier auch die Preisverleihung 2015 statt.
Im Jahr 2016 wurde die Verleihung des Preises, die am 8. November stattfand, erstmals im ORF übertragen. Dabei wurde auch ein Publikumspreis per Online-Voting vergeben, der an die Comedy-Quizshow Was gibt es Neues? ging. 

## Preisträger
| Jahr | Hauptpreis                                                      | Förder-/Programmpreis                                                                      | Förder-/Programmpreis                                                                        | Sonderpreis (seit 2011)         | Publikumspreis (2016–2022) Fernsehpreis (seit 2023) | Onlinepreis (seit 2023)        |
| ---- | --------------------------------------------------------------- | ------------------------------------------------------------------------------------------ | -------------------------------------------------------------------------------------------- | ------------------------------- | --------------------------------------------------- | ------------------------------ |
| 2025 | Berni Wagner                                                    | Förderpreis: Der Kuseng für Hoamatlond, Hoamatlond                                         | Programmpreis: Antonia Stabinger für Angenehm                                                | Kabarett Simpl                  |                                                     |                                |
| 2024 | Sonja Pikart                                                    | Förderpreis: Christina Kiesler für Nachspielzeit                                           | Programmpreis: Sonja Pikart, Berni Wagner und Christoph Fritz für Ghöst – Eine Halloweenshow | Wir Staatskünstler              | Was gibt es Neues? (3)                              | Toxische Pommes                |
| 2023 | Alex Kristan für 50 Shades of Schmäh                            | Förderpreis: Maria Muhar für Storno                                                        | Programmpreis: Christian Dolezal für Herzensschlampereien                                    | Die Tagespresse (2)             | Gute Nacht Österreich (2)                           | Jonny Balchin aka AustrianKiwi |
| 2022 | Josef Hader für Hader on Ice                                    | Förderpreis: Marina Lacković alias Malarina für Serben sterben langsam                     | Programmpreis: Berni Wagner für Galapagos                                                    | Christoph & Lollo               | Science Busters                                     |                                |
| 2020 | Clemens Maria Schreiner für Schwarz auf Weiß                    | Förderpreis: Magda Leeb für Kaiserin von Österreich                                        | Programmpreis: Hosea Ratschiller für Ein neuer Mensch                                        | Michael Pammesberger            | Gute Nacht Österreich                               |                                |
| 2019 | Klaus Eckel                                                     | Förderpreis: Sonja Pikart für Metamorphosen                                                | Programmpreis: RaDeschnig für Doppelklick                                                    | maschek.                        | Was gibt es Neues? (2)                              |                                |
| 2018 | Günther Paal                                                    | Förderpreis: Christoph Fritz                                                               |                                                                                              | Erste Allgemeine Verunsicherung | Science Busters                                     |                                |
| 2017 | Lukas Resetarits                                                | Förderpreis: Flüsterzweieck                                                                | Programmpreis: BlöZinger                                                                     | Stefanie Sargnagel              | Wir sind Kaiser                                     |                                |
| 2016 | Thomas Maurer für Der Tolerator                                 | Förderpreis: Lisa Eckhart für Als ob Sie Besseres zu tun hätten                            | Programmpreis: Hosea Ratschiller und RaDeschnig für Der allerletzte Tag der Menschheit       | Gerhard Haderer                 | Was gibt es Neues?                                  |                                |
| 2015 | Florian Scheuba für Bilanz mit Frisur                           | Matthias Egersdörfer und Martin Puntigam für Erlösung                                      | Matthias Egersdörfer und Martin Puntigam für Erlösung                                        | Die Tagespresse                 |                                                     |                                |
| 2014 | Andreas Vitásek für Sekundenschlaf                              | Otto Jaus                                                                                  | Otto Jaus                                                                                    | Werner Schneyder                |                                                     |                                |
| 2013 | Severin Groebner für Servus Piefke!                             | BlöZinger                                                                                  | BlöZinger                                                                                    | Science Busters                 |                                                     |                                |
| 2012 | Manuel Rubey und Thomas Stipsits für Triest                     | Hosea Ratschiller                                                                          | Hosea Ratschiller                                                                            | Manfred Deix                    |                                                     |                                |
| 2011 | Sigi Zimmerschied                                               | Christof Spörk                                                                             | Christof Spörk                                                                               | Louise Martini                  |                                                     |                                |
| 2010 | Viktor Gernot und Michael Niavarani                             | Nadja Maleh                                                                                | Nadja Maleh                                                                                  |                                 |                                                     |                                |
| 2009 | Thomas Maurer                                                   | Buchgraber & Brandl                                                                        | Buchgraber & Brandl                                                                          |                                 |                                                     |                                |
| 2008 | Klaus Eckel                                                     | Gery Seidl                                                                                 | Gery Seidl                                                                                   |                                 |                                                     |                                |
| 2007 | Andreas Vitásek                                                 | maschek.                                                                                   | maschek.                                                                                     |                                 |                                                     |                                |
| 2006 | Pigor & Eichhorn (Thomas Pigor, Benedikt Eichhorn, Ulf Henrich) | Pepi Hopf                                                                                  | Pepi Hopf                                                                                    |                                 |                                                     |                                |
| 2005 | Leo Lukas                                                       | Walter Seidl (Kabarettduo Gerhard Walter und Gery Seidl)                                   | Walter Seidl (Kabarettduo Gerhard Walter und Gery Seidl)                                     |                                 |                                                     |                                |
| 2004 | Lukas Resetarits                                                | Klaus Eckel, Pepi Hopf, Martin Kosch und Thomas Stipsits für Die lange Nacht des Kabaretts | Klaus Eckel, Pepi Hopf, Martin Kosch und Thomas Stipsits für Die lange Nacht des Kabaretts   |                                 |                                                     |                                |
| 2003 | Thomas Maurer                                                   | Werner Brix                                                                                | Werner Brix                                                                                  |                                 |                                                     |                                |
| 2002 | Alf Poier                                                       | Mike Supancic                                                                              | Mike Supancic                                                                                |                                 |                                                     |                                |
| 2001 | Roland Düringer                                                 | Severin Groebner                                                                           | Severin Groebner                                                                             |                                 |                                                     |                                |
| 2000 | Andrea Händler                                                  | Ludwig Müller                                                                              | Ludwig Müller                                                                                |                                 |                                                     |                                |
| 1999 | Bernhard Ludwig                                                 | Kabud                                                                                      | Kabud                                                                                        |                                 |                                                     |                                |